# Воронянщина
Вороня́нщина (Молочна Балка) — це село в Україні, розташоване у Миргородському районі, Полтавської області. Входить до складу Шишацької селищної громади. Знаходиться за 64 кілометри від районного центру Миргорода та має автобусне сполучення з обласним центром – Полтавою та іншими населеними пунктами, розташованими за маршрутом автобусного рейсу Шишаки-Полтава. Найближча залізнична станція знаходиться у селищі Гоголеве, що розташоване за 37 кілометрів від села Воронянщина.

## Географія
Село Воронянщина знаходиться за 2,5 км від правого берега річки Середня Говтва, за 0,5 км від села Гоголеве. По селу протікає висихний струмок з загатою.

## Історична довідка
Село Воронянщина виникло у другій половині XVII століття завдяки переселенцям із правобережжя Дніпра. Назва села походить від імені перших поселенців, які мали прізвище Воронянські.
Існують перекази, що цей населений пункт раніше був відомий під назвою "Молочна Балка". Ймовірно ця назва виникла через те, що ще при Петрові I село служило місцем скуповування молока та молочних продуктів. Місцеві мешканці займалися скотарством і тримали у господарстві чималу кількість корів. 
За історичними джерелами, на початку кінця XVIII століття цей хутір входив до складу Зіньківської сотні Чернігівського намісництва, а з часом був віднесений до Балясненської волості Зіньківського повіту. Уже на 1862 рік на «хуторі козацьким Воронянщина» було 28 господарств, в яких проживало 105 чоловіків і 110 жінок за переписом цього ж року.
У другій половині XIX століття у Воронянщині мешкав видатний губернський секретар Іван Порфирович Воронянський. У 1870 році селяни Василівської церкви обрали його головою опікунської ради. Крім нього, до складу цієї ради входив і козак Дмитро Якович Воронянський.
На початку XX століття згідно з "Алфавитним указателем Полтавской губернии" в Балясненській волості було вказано наявність двох Воронянщин. Проте, за тими ж даними, відстань до повітового міста була однаковою для обох сіл. З цього можна зробити висновок, що ці два населені пункти фактично були однією і тією ж Воронянщиною. За переписом населення того часу "сільське об'єднання козаків" налічувало 41 господарство, в яких проживало 119 чоловіків і 150 жінок, тоді як "сільське населення" включало 44 господарства зі 139 чоловіками та 156 жінками.
Щодо системи оподаткування, слід відзначити значну різницю між козаками та селянами. Козаки сплачували значно вищі податки, зокрема 15,39 рубля, в порівнянні з селянами, які сплачували лише 0,20 рублів. Земський податок для козаків склав 116,95 рубля у рамках волості та 88,89 рубля на рівні губернії, в той час, як для селян ці податки становили відповідно 6,09 і 1,65 рубля. Ця податкова диференціація відображає значний соціально-економічний розрив між цими двома групами населення того часу.
Ситуація змінилася уже у 1910 році, коли цього поділу вже не було. У цьому ж році в селі Воронянщина нараховувалося 96 господарств, з них 46 – козацькі, 47 – селянські, 2 – привілейовані, 1 – непривілейоване. За переписом населення у 1910 році у цьому селі проживало 623 мешканців. Землі, яка була придатною для господарства було 837 десятин. У селі були й ремісники – 3 кравців, 3 чоботарів, 1 коваль, 3 ткачів. У Воронянщині у 20 столітті також була парова машина (млин) і ще одна парова машина з масельницею.

## Радянські часи
Наприкінці 1928 року у Воронянщині організували сільсьгосподарську артіль «Об’єднання». Першим головою став Іван Ларіонович Жолоба. Уже у 1930 році у селі з’явився перший тракторист – Микола Чумак, який пройшов тримісячні курси у Шишацькій МТС. Спочатку ТСОЗ - Товариство спільної обробки землі утворювався добровільно з-поміж бідняцьких господарств. Восени 1930 року прийшла вказівка з Шишак (районний центр того часу) про активізацію та колективізацію та «класової боротьби». Починається розкуркулювання заможних селян. А статтею 54-10 кримінального кодексу УРСР у Воронянщині було заарештовано одноосібників Івана Воронянського, Олексія Литвина та Данила Шульгу(йому було 18 років). Були засуджені у 1931 році до трьох років заслання. Вдалося їх реабілітувати аж у 1989-1990 роках. Данило Шульга єдиний, хто повернувся у Воронянщину, у 1941 був мобілізований. Загинув 1942 року на Тверщині, Росія 
У 1930 році ТСОЗ Воронянщина став іменуватися колгоспом ім.Якіра. Головою колгоспу був Власенко. За його каденції оплата трудоднів зросла у двічі (лише хліба отримали по три кілограми). У 1937 колгосп знову перейменували на честь В.І.Чапаєва, головою став Андрій Головатенко. Артіль вийшла в число передових господарств Шишацького району. Є свідчення про те, що колгосп був включений на Всесоюзну виставку досягнень народного господарства у Москві. 

## Голодомор 1932-1933 років
За словами старожила Г.І.Головатенка: «Тоді померло дуже багато До третини жителів пішло на той світ. У Артема Івановича Головатенка помер сам господар. З трьох його дітей померло двоє дівчат. У Якова Воронянського померло три дочки, а у його брата Андрія Воронянського померли вся родина, крім дружини Марфи. Вся родина Нечипоренок померла. Залишилися лише одна дочка Наталія, яка прийняла за дочку Катерину Борову, у якої теж померла вся сім’я через голодомор."

У «Національній книзі пам’яті жертв Голодомору» можна знайти такий запис: 
«У 1933 р. х. Воронянщина Яновщанської сільської ради Шишацького району Харківської області. У 1932-1933 рр. загинуло 20 чол. Факт Голодомору засвідчують: Волосяк М.М., 1925 р. н., Головатенко Г.С, 1929 р. н., Мірошниченко В.Г, 1929 р. н. Встановлено імена _ чол.» 

## Друга Світова війна на території Воронянщини
Воронянці брали участь у ритті окопів під містом Полтавою. Серед них були й Таврило Васильович Пасічнінченко(старший групи), Настя Тимофіївна Винник, Марія Марківна Кваша та інші. Проте, як відомо, німці все одно прорвали оборону і прийшли на землі Полтавщини, зокрема і Воронянщини. Старостою за часів німців був призначений Василь Воронянський, а громадським двором керував Федір Воронянський. Після перемоги радянська влада обох відправила у заслання.
У 1943 році боїв на території села не було, але на місцевому кладовищі збереглися могили трьох радянських бійців, які померли від ран.В електронному архіві «ОБД Мемориал» можемо знайти імена 18 чоловіків, які померли під час Другої світової війни й були родом з цього села . Деякі з них були поховані на території сучасної Росії [3]. У книзі «Книга пам’яті України. Полтавська область» 1998 року описано понад 20 імен солдат з Воронянщини, які загинули під час Другої світової війни .
Село після приходу німців було спалене практично повністю. Залишилося чотири хати. Одну з них вберегли хитрістю, імітуючи пожежу всередині, інші не згоріли через те, що були вкриті залізною «бляхою» - дахом зі сплаву металів. У тих хатах, що залишилися після пожеж жили по 4-5 сімей, деякі сім'ї жили в погребах, а основна маса населення рила землянки. Після визволення від фашистської окупації у селі був призначений новий голова колгоспу Іван Калюжний.
На весні 1946 року було проведено першу повоєнну сівбу ярих культур, яка виявилася урожайною. Також відзначилися і свинарі. Загальний прибуток в колгоспі склав 85000 карбованців 

## Сучасність
Зараз за переписом населення 2001 у Воронянщині проживає 193 особи. Через те, що перепис знову не проводився та зважаючи на демографічні чинники можна зробити висновок, що населення зараз значно кількісно зменшилося. З приватних підприємств у селі знаходиться магазин-кафе «Казка». Через Воронянщину пролягає дорога до Полтави через Диканьку. Найближча школа знаходиться у с. Гоголеве – Гоголівська ЗОШ 1-3 ступенів ім..М.В.Гоголя, куди воронянських дітей відвозить шкільний автобус. У сусідньому селі Гоголеве знаходиться і вся найближча соціальна інфраструктура – фельдшерський медпункт, аптека, продуктові магазини, церква Святого Миколая тощо .
12 червня 2020 року, відповідно до розпорядження Кабінету Міністрів України № 721-р «Про визначення адміністративних центрів та затвердження територій територіальних громад Полтавської області», село увійшло до складу Шишацької селищної громади.
19 липня 2020 року, в результаті адміністративно - територіальної реформи та ліквідації Шишацького району, село увійшло до складу новоутвореного Миргородського району Полтавської області.
#biblio2024